# Nikon D7100
Nikon D7100 — цифровой зеркальный фотоаппарат компании Nikon, выпущенный в 2013 году и предназначенный для фотографов-энтузиастов. Заменил модель 2010 года Nikon D7000. Ключевые отличия от предшественника: матрица с увеличенным до 24 мегапикселей разрешением без фильтра нижних частот (OLPF), 51-точечная система автофокусировки с 15 датчиками перекрёстного типа в центральной зоне и улучшенные возможности съёмки видео.
Фотоаппарат анонсирован 21 февраля 2013 года и поступил в продажу в марте того же года. Рекомендованная стоимость в США составляет 1200 долларов за версию без объектива и 1600 долларов за комплект с объективом Nikkor 18-105mm f/3.5-5.6 VR.

## Особенности модели

### Корпус и механика
По сравнению с Nikon D7000 размеры фотоаппарата увеличились на 3,5 мм в ширину и высоту, при этом массу удалось снизить на 15 г. Производитель утверждает, что уровень пылевлагозащиты корпуса соответствует таковому у D300S и D800., D800E, D810(A), D4(s).
Скорость съёмки не изменилась и составляет 6 кадров/с, однако при съёмке в режиме «1,3×», когда записывается только центральная часть кадра (77 %, 15,4 млн пикселей), скорость может достигать 7 кадров/с. Заявленный ресурс затвора — 150 тысяч срабатываний, как и у D7000. Минимальная выдержка — 1/8000 с, выдержка синхронизации — 1/250 с, эти характеристики соответствуют профессиональным моделям.

### Электроника
КМОП-матрица формата Nikon DX имеет разрешение 24 мегапикселя; ранее подобную матрицу получила любительская модель D5200. Однако впервые для фотоаппаратов «Никон» перед матрицей отсутствует сглаживающий фильтр OLPF (фильтр низких частот), который предотвращает муар при съёмке объектов с регулярной структурой (ткань, волосы и т. п.) ценой снижения разрешения и ухудшения детализации. В совокупности: большее количество фотодатчиков на единицу площади матрицы и полное отсутствие сглаживающего фильтра делает снимки D7100 более резкими и детализированными, чем в D800E, D810. Диапазон светочувствительности остался неизменным: от 100 до 6400 ISO с возможностью выставить чувствительность до 25.600 ISO и автоматическим повышением до 102.400 ISO в «ночном» режиме.
51-точечная система автофокусировки Advanced Multi-Cam 3500DX, датчик аналогичный Nikon D300s, с 15 крестовыми датчиками покрывает заметно большую часть кадра, чем 39-точечная (9 крестовых датчиков) система Multi-CAM 4800DX, в режиме 1,3× датчики автофокусировки заполняют почти весь кадр.

## Отличия от Nikon D7000
- увеличено число мегапикселов матрицы с 16,9 до 24,71 млн, из них эффективных мегапикселов матрицы с 16,2 до 24,1 млн пикселов;
- разрешение по оси X c 4928 до 6000, по оси Y с 3264 до 4000 пикселов;
- новый процессор обработки изображения EXPEED-3 (у Nikon D7000 — EXPEED 2);
- новые режимы видеосъёмки: 1920 × 1080 (59,94i; 50i; 30p; 25p; 24p кадра/с), 1280 × 720 (60; 50; 30; 25; 24 кадров/c);
- есть стереомикрофон, расположенный над пентапризмой;
- фотосъёмка в формате 16:9 из режима LiveView включенного для съёмки видео;
- размер дисплея 3,2 дюйма вместо 3, число пикселов дисплея 1 228 800 вместо 921 600;
- скорость быстрой съёмки (кадров/с) 7 (но только в режиме кадрирования 1,3× в любом формате и качестве файлов), было 6;
- режим кадрирования 1,3×, создающий снимки разрешением 15,4 млн пкс. с центральной части матрицы и дополнительный «эффект телефото»;
- увеличено время непрерывной записи видео до 30 мин (при потоке 12 Mbps) и 20 мин (при потоке 24 Mbps);
- дисплей отображения настроек внизу оптического видоискателя теперь создан по OLED технологии, имеет светло-голубой оттенок и гораздо более низкое энергопотребление;
- появился фиксатор диска режимов фотоаппарата;
- замер баланса белого в режиме LiveView очерченной областью, которую можно перемещать по всему кадру (размер области меньше размера «области фокусировки» в режиме LiveView);
- более объёмная и округлая ручка для хвата правой рукой, которая немного улучшила удобство удержания камеры.

## Конкуренты

### На момент выхода D7100
- Pentax K-5 IIs — выпущенный в конце 2012 года фотоаппарат компании «Пентакс Рико» с близкими характеристиками и без фильтра нижних частот. Превосходит D7100 по скорости съёмки (7 кадров в секунду) и продолжительности серии (24 кадра даже в формате «Raw + JPEG»), уступает по характеристикам модулей автофокусировки и экспозамера. Имеется система стабилизации на основе сдвига матрицы, разъём для карт памяти только один.
- Sony SLT-A77 — фотоаппарат «Сони» 2011 года, скорость съёмки до 12 кадров в секунду, имеются стабилизация матрицы и встроенный GPS-приёмник, при этом уступает по характеристикам модуля автофокусировки и обладает одним разъёмом для карт памяти. Экран с тремя степенями свободы, электронный видоискатель.
- Canon EOS 7D — модель 2009 года компании «Кэнон». Один разъём для карт памяти (Compact Flash, высокая производительность (8 кадров в секунду, серия из 25 кадров в формате Raw), 19-точечная система фокусировки.
- Canon EOS 60D — модель 2010 года. Один разъём для карт памяти, самая низкая скорость съёмки среди перечисленных моделей (5,3 кадра в секунду), 9-точечная система фокусировки, видоискатель с 96-процентным охватом кадра. Поворотный экран.
- Sigma SD1, выпущенный в 2011 году, стоит особняком: уступая конкурентам по характеристикам (видоискатель с 98-процентным охватом кадра, измеренная скорость съёмки 4 кадра в секунду, медленная запись на карту памяти) и функциям (нет видеозаписи и предпросмотра в реальном времени), он примерно вдвое дороже (1900 долларов США) из-за использования трёхслойной матрицы Foveon X3, не имеющей аналогов у других производителей.

### Появившиеся после D7100
- Canon EOS 70D — модель 2013 года. Аналогично Canon EOS 7D, имеет 19-точечную систему фазовой фокусировки (все датчики крестовые). Скорость съёмки 7 кадров в секунду (17 Raw-файлов в серии), охват видоискателя 98 %, фазовая фокусировка по значительной части поверхности матрицы. Встроенный модуль Wi-Fi.
- Pentax K-3 — выпущенный в 2013 году компанией «Рико» фотоаппарат марки «Пентакс», наследник K-5 II и K-5 IIs. Фильтр низких частот отсутствует, но может эмулироваться колебаниями матрицы. 27 точек фокусировки (25 крестовых), скорость съёмки 8,3 кадров в секунду (22 снимка в формате Raw в серии), два разъёма для карт SD.
- Canon EOS 7D Mark II — модель 2014 года. Скорость съёмки 10 кадров в секунду, серия до 31 кадра в формате Raw, 65-точечная (все крестовые) система фокусировки и модуль экспозамера со 150.000 пикселов, два разъёма для карт памяти (Compact Flash и SD). 20-мегапиксельная матрица с фазовой фокусировкой. Модуль GPS. Камера имеет значительно больший вес — 990 грамм и размывающий (AA) фильтр на матрице.

В целом, D7100 по своим характеристикам близок к Nikon D300s и Canon EOS 7D, фотоаппаратам более высокого класса, но предыдущего поколения, выпущенным в 2009 году, а также к появившемуся в конце 2013 года Pentax K-3.

## Аксессуары
С Nikon D7100 можно использовать различные аксессуары.

### Для видоискателя
- DG-2 — увеличительный окуляр
- DR-6 — приспособление для визирования под прямым углом
- DK-20C — корректирующие линзы для окуляра (от −5 до +3 м)
- DK-22 — переходник для окуляра
- DK-21M — увеличительный окуляр
- DK-5 — крышка окуляра
- DK-23 — резиновый наглазник

### Вспышки Speedlight
- SB-5000 — вспышка Speedlight (возможно применение мощного батарейного блока SD-9)
- SB-910 — вспышка Speedlight (возможно применение мощного батарейного блока SD-9)
- SB-900 — вспышка Speedlight (возможно применение мощного батарейного блока SD-9)
- SB-800 — вспышка Speedlight
- SB-700 — вспышка Speedlight
- SB-600 — вспышка Speedlight
- SB-400 — вспышка Speedlight
- SB-300 — вспышка Speedlight (питание от Ni-Cd, Ni-Mh или щёлочных батарей ААА)
- R1C1 — набор для макросъёмки с блоком управления вспышками
- AS-15 — переходник синхроконтакта
- SC-28/29 — кабель дистанционного управления TTL

### Объективы
Линейки объективов Nikkor форм-фактора DX и FX с байонетом конструкции Nikon F.

### Сетевые блоки питания, батареи, зарядные устройства
- MB-D15 — универсальный батарейный блок (шесть батарей типоразмера AA)
- MH-25 — зарядное устройство
- EH-5B — сетевой блок питания
- EP-5B — разъём питания
- EN-EL15 — литий-ионная аккумуляторная батарея

### Компьютерные принадлежности
- UC-E6 — USB-кабель
- WU-1A — адаптер Wi-Fi
- Capture NX2 — программное обеспечение
- Camera Control Pro 2 — программное обеспечение
- ViewNX2 — программное обеспечение

### GPS, дистанционное управление
- GP-1/GP-1A — приёмник GPS
- MC-DC2 — кабель дистанционного управления
- ML-L3I — пульт дистанционного управления
- WR-T10 — беспроводной контроллер дистанционного управления
- WR-R10 — беспроводной контроллер дистанционного управления
- WR-1 — беспроводной контроллер дистанционного управления

### Другое
- CF-DC3 — чехол полумягкий
- ME-1 — стереомикрофон

## Награды
Nikon D7100 стал лауреатом премии TIPA (Technical Image Press Association) в номинации «лучший передовой цифровой зеркальный фотоаппарат» (Best Digital SLR Advanced, 2013).